# Naoki Tokunaga
Naoki Tokunaga – japoński dyrektor techniczny Renault Sport F1.

## Życiorys
Naoki Tokunaga uczył się w Japonii. Był inżynierem oprogramowania w Nissanie. W 2000 roku rozpoczął pracę w Enstone na stanowisku inżyniera dynamiki pojazdu w zespole Benetton Formula. W 2002 roku awansował na stanowisko szefa kontroli systemów. Zaprojektował układy elektroniczne, które są używane przez zespół Renault F1. Tokunaga pracował w Nissan Motorsports. Pracował w programie rozwoju systemu KERS. W 2010 roku został zastępcą dyrektora technicznego w Lotusie, jednak w 2012 roku przeszedł do Renault Sport F1, gdzie został dyrektorem technicznym. Nadzorował projektowanie i rozwój nowych jednostek V6 na sezon 2014.